# Shilala
Shilala – amerykański zespół wyścigowy i konstruktor samochodów typu midget i Indy, założony przez George'a Shilalę i aktywny w latach 50. i 60.. W latach 50. samochody Shilala uczestniczyły w mistrzostwach AAA. W 1957 roku Bud Clemons podjął samochodem Shilala nieudaną próbę zakwalifikowania się do wyścigu Indianapolis 500.

## Wyniki w Formule 1
W latach 1950–1960 wyścig Indianapolis 500 był eliminacją Mistrzostw Świata Formuły 1.
| Sezon | Zespół                       | Samochód | Silnik      | Kierowcy    | Wyniki w poszczególnych eliminacjach | Wyniki w poszczególnych eliminacjach | Wyniki w poszczególnych eliminacjach | Wyniki w poszczególnych eliminacjach | Wyniki w poszczególnych eliminacjach | Wyniki w poszczególnych eliminacjach | Wyniki w poszczególnych eliminacjach | Wyniki w poszczególnych eliminacjach | Wyniki kierowców | Wyniki kierowców | Wyniki konstruktora | Wyniki konstruktora |
| 1957  |                              |          |             |             | Argentyna                            | Monako                               | Stany Zjednoczone                    | Francja                              | Wielka Brytania                      | Niemcy                               | Włochy                               | Włochy                               | Pkt.             | Msc.             | Pkt.                | Msc.                |
| ----- | ---------------------------- | -------- | ----------- | ----------- | ------------------------------------ | ------------------------------------ | ------------------------------------ | ------------------------------------ | ------------------------------------ | ------------------------------------ | ------------------------------------ | ------------------------------------ | ---------------- | ---------------- | ------------------- | ------------------- |
| 1957  | Chiropractic/Lindsey Hopkins | Shilala  | Offenhauser | Bud Clemons | -                                    | -                                    | NZ                                   | -                                    | -                                    | -                                    | -                                    | -                                    | 0                | NS               | –                   | –                   |